# Nick Sandow
Nicholas (Nick) J. Sandow (The Bronx (New York), 3 augustus 1966) is een Amerikaans acteur, filmproducent, filmregisseur en scenarioschrijver.

## Biografie
Sandow werd geboren in de borough The Bronx van New York met Italiaanse achtergrond. Rond zijn 19e jaar verhuisde hij naar Manhattan (New York) om het acteren te leren aan de acteerschool William Esper Studio, en begon daar ook met acteren in lokale theaters.

## Carrière
Sandow begon in 1994 met acteren in de film Hand Gun, waarna hij nog meerdere rollen speelde in films en televisieseries. Hij is vooral bekend van zijn rol als gevangenisdirecteur Joe Caputo in de televisieserie Orange Is the New Black (2013-2019). In 2015 won hij samen met de cast een Screen Actors Guild Award.

## Filmografie

### Films
Uitgezonderd korte films.
- 2023 The Unheard - als Hank
- 2023 Spinning Gold - als Mo Ostin
- 2018 Stella's Last Weekend - als Ron
- 2018 Cabaret Maxime - als Dominic
- 2017 Patti Cake$ - als Ray
- 2015 Meadowland - als Garza
- 2015 The Wannabe - als Anthony
- 2014 Zarra's Law - als Sal
- 2013 All Roads Lead - als Samuel Carter
- 2013 The Cold Lands - als Foreman
- 2012 The Fitzgerald Family Christmas - als Corey
- 2011 The Sitter - als officer Frank
- 2009 Frame of Mind - als Jimmy
- 2009 The Hungry Ghosts - als Gus
- 2008 The Accidental Husband - als Larry
- 2007 Mitch Albom's For One More Day - als manager
- 2007 The Lovebirds - als Lenny
- 2007 Resurrecting the Champ - als Marciano
- 2005 The Collection - als diverse karakters
- 2004 Connie and Carla - als Al
- 2002 Swimfan - als rechercheur John Zabel
- 2001 New Port South - als Armstrong
- 2001 Dust - als arme blanke man
- 2001 Plan B - als Tommy
- 2001 The Big Heist - als Henry Hill
- 2000 The Day the Ponies Come Back - als Joey
- 1999 Uninvited - als Ed
- 1999 On the Run - als Jack
- 1998 Living Out Loud - als man van Santi
- 1998 Return to Paradise - als Ravitch
- 1998 No Looking Back - als Goldie
- 1998 A Brooklyn State of Mind - als Vincent Stanco
- 1997 One Night Stand - als dief
- 1997 Grind - als Lenny
- 1997 Arresting Gena - als Paul
- 1996 No Exit - als Benny Lentini
- 1996 The Mouse - als komediant
- 1994 Hand Gun - als Max

### Televisieseries
Uitgezonderd eenmalige gastrollen.
- 2024 American Rust - als Mike Orr - 6 afl.
- 2021 Clarice - als Murray Clarke - 13 afl.
- 2013-2019 Orange Is the New Black - als Joe Caputo - 88 afl.
- 2011-2012 Boardwalk Empire - als Waxey Gordon - 3 afl.
- 2010-2011 Blue Bloods - als inspecteur Alex Bello - 4 afl.
- 2010 How to Make It in America - als pastoor Dan - 3 afl.
- 2000-2002 Third Watch - als Joe Lombardo - 12 afl.

### Filmproducent
- 2018 Rest in Power: The Trayvon Martin Story - documentaireserie - 3 afl.
- 2017 TIME: The Kalief Browder Story - televisieserie - 1 afl.
- 2014 Houses - film
- 2009 Bobby Cassidy: Counterpuncher - documentaire

### Filmregisseur
- 2020 Social Distance - televisieserie - 1 afl.
- 2020 Teenage Bounty Hunters - televisieserie - 1 afl.
- 2017-2019 Orange Is the New Black - televisieserie - 5 afl.
- 2019 American Princess - televisieserie - 1 afl.
- 2015 The Wannabe - film
- 2011 Ponies - film

### Scenarioschrijver
- 2017 TIME: The Kalief Browder Story - televisieserie - 6 afl.
- 2015 The Wannabe - film
- 2014 Houses - film

- Library of Congress Control Number: no2013134243
- Système universitaire de documentation: 220905916
- Virtual International Authority File: 305458624
- WorldCat: E39PBJcGkrWD3jYr6v43MhcHG3